# 杨赛因不花
杨赛因不花（1281年—1320年），汉名杨汉英，字熙载，号中斋，第17任播州土司，大致活跃于元朝初期。

## 生平
播州杨氏家族世袭統治播州一帶，並被朝廷授予播州安抚使的官職。杨汉英之父杨邦宪为南宋末年抗蒙古之名将。元灭南宋后，杨邦宪被迫降元，仍为播州土司。至元二十二年（1285年），杨邦宪逝世，杨汉英继位为播州主，年仅四岁，随其母远赴北京觐见元世祖，获赐名赛因不花（Sayin-buqa）。
元成宗继位后，杨赛因不花屡次觐见。元成宗决议伐缅甸八百媳妇国，杨赛因不花负责保障大军后勤。大德五年（1301年），他奉命讨伐宋隆济和蛇节叛军，至大德七年（1303年）年底平定之，进封资德大夫。元武宗至大四年（1311年），加杨赛因不花“上护军”勋，许世袭。元仁宗延佑七年（1320年），奉命同田茂忠合兵征讨卢崩蛮，因病逝世于军中。死后，元朝政府追封其为播国公，谥忠宣。無子，以侄杨嘉贞為嗣子，後來楊嘉貞继任为播州土司。
杨赛因不花十分推崇朱熹的理学，本人也有一定的文学造诣，在播州兴建学校，招揽各地名士，著有《明哲要览》九十卷、《桃溪内外集》六十四卷。《元史》列傳第五十二記載有他的事跡。

## 延伸阅读
[在维基数据编辑]
 《新元史/卷221》，出自柯劭忞《新元史》